# Serie B 1985-1986 (calcio femminile)
L'edizione 1985-1986 è stata la diciassettesima edizione del campionato di Serie B femminile italiana di calcio.
È stato l'ultimo campionato di Serie B con la F.I.G.C.F. perché con l'ultimo comunicato ufficiale datato 18 ottobre 1986 il presidente, l'avvocato Giovanni Trabucco, annunciò la redazione dell'atto notarile con cui venne chiusa la Federazione e tutti i suoi organi periferici, allegando quattro pagine dattiloscritte contenenti la raccomandazione a tutti di non dimenticare tutti gli sforzi fatti da tutti dal 1970 al 1986 per far crescere il calcio femminile.

## Stagione
Il campionato è iniziato il 10 novembre 1985 ed è terminato il 1º giugno 1986 senza assegnazione del titolo di campione di Serie B 1985-1986.
Variazioni prima dell'inizio del campionato:
fusione:
- "A.C.F. Derthona" e "A.C.F. Valmacca" in "A.C.F. Derthona Valmacca" con sede a Tortona.

cambi di denominazione e sede:
- da "A.C.F. Ascoli" ad "A.C.F. Ascoli Sabelli" di Ascoli Piceno,
- da "A.C.F. Conegliano Gran Mercato" ad "A.C.F. Conegliano" di Conegliano,
- da "A.C.F. Fulda Pneumatici Tarquinia" ad "A.C.F. Tarquinia" di Tarquinia,
- da "A.C.F. Gioiosa Jonica" ad "A.C.F. Cosmos Gioiosa Jonica" di Gioiosa Ionica,
- da "A.C.F. Libertas Frattese" ad "A.S.C.F. Real Frattese" di Frattamaggiore,
- da "A.C.F. Virgilio Maroso" ad "A.C.F. Maroso Torino" di Torino;

hanno rinunciato al campionato di Serie B (inattive):
- "C.S. Castrezzato" di Castrezzato, radiata dai ruoli federali,
- "A.C.F. Felici Mobili Scaligeri Roma" di Roma, radiata dai ruoli federali,
- "A.C.F. Pavia" di Pavia, radiata dai ruoli federali;

hanno rinunciato al campionato di Serie B per iscriversi alla Serie C 1985-1986 (interregionale):
- "U.S.F. Ceramiche Pantò" di Spadafora,
- "A.C.F. Ford Gratton Goriziana" di Gorizia,
- "A.C.F. Rapallo" di Rapallo,
- "A.S.C.F. Real Frattese" di Frattamaggiore.

### Formula
Vi hanno partecipato 24 squadre divise in due gironi. Le prime due classificate di ognuno dei due gironi viene promossa in Serie A in modo da portare la Serie A da 14 a 16 squadre. Le ultime due classificate di ognuno dei due gironi vengono retrocesse nei rispettivi campionati regionale di Serie C. In seguito, alle società confluite in F.I.G.C. e a tutte le squadre retrocesse fu proposta la riammissione nei quadri del campionato di Serie B.

## Girone A

### Squadre partecipanti
| Club                            | Città                 | Stagione 1985         |
| ------------------------------- | --------------------- | --------------------- |
| S.C.F. Alassio Cottodomus       | Alassio               | 8º posto in Serie B/B |
| A.C.F. Ascoli Sabelli           | Ascoli Piceno         | 6º posto in Serie B/B |
| A.C.F. Bazzano Prinz Brau       | Bazzano               | 2º posto in Serie B/B |
| A.C.F. Bolzano Stil Novo        | Bolzano               | 7º posto in Serie B/A |
| A.C.F. Carrara                  | Carrara               | in Serie C            |
| A.C.F. Conegliano               | Conegliano            | 3º posto in Serie B/A |
| A.C.F. Derthona Valmacca        | Tortona               | in Serie C            |
| A.C.F. Maroso Torino            | Venaria Reale         | 2º posto in Serie C/A |
| A.C.F. Milan Trezzano           | Trezzano sul Naviglio | 4º posto in Serie B/B |
| A.C.F. Novese                   | Novi Ligure           | 9º posto in Serie B/B |
| S.C.F. Reggiana                 | Reggio Emilia         | 5º posto in Serie B/B |
| A.C.F. Turris Vis Nova Giussano | Giussano              | in Serie C            |

### Classifica finale
|  | Pos. | Squadra                       | Pt | G  | V  | N | P  | GF | GS | DR  |
|  | ---- | ----------------------------- | -- | -- | -- | - | -- | -- | -- | --- |
|  | 1.   | Reggiana                      | 38 | 22 | 18 | 2 | 2  | 71 | 15 | +56 |
|  | 2.   | Maroso Torino                 | 36 | 22 | 15 | 6 | 1  | 54 | 21 | +33 |
|  | 3.   | Ascoli Sabelli                | 32 | 22 | 14 | 4 | 4  | 54 | 17 | +37 |
|  | 4.   | Milan Trezzano                | 28 | 22 | 11 | 6 | 5  | 47 | 27 | +20 |
|  | 5.   | Bazzano Prinz Brau            | 27 | 22 | 12 | 3 | 7  | 46 | 24 | +22 |
|  | 6.   | Carrara                       | 25 | 22 | 10 | 5 | 7  | 25 | 25 | 0   |
|  | 7.   | Derthona Valmacca             | 21 | 22 | 8  | 5 | 9  | 33 | 37 | -4  |
|  | 8.   | Conegliano                    | 19 | 22 | 6  | 7 | 9  | 39 | 49 | -10 |
|  | 9.   | Alassio Cottodomus            | 13 | 22 | 5  | 3 | 14 | 15 | 37 | -22 |
|  | 10.  | Bolzano Stil Novo             | 11 | 22 | 4  | 3 | 15 | 15 | 49 | -34 |
|  | 11.  | Turris Vis Nova Giussano (-1) | 10 | 22 | 4  | 3 | 15 | 18 | 43 | -25 |
|  | 12.  | Novese                        | 3  | 22 | 1  | 1 | 20 | 14 | 87 | -73 |

Legenda:
      Promossa in Serie A
      Retrocessa in Serie C
Note:
Due punti a vittoria, uno a pareggio, zero a sconfitta.
La Turris Vis Nova Giussano ha scontato 1 punto di penalizzazione per una rinuncia.
L'Ascoli Sabelli è stato successivamente ammesso alla Serie A 1986-1987 a completamento organico.
Il Conegliano ha successivamente rinunciato a continuare l'attività sportiva rimanendo inattivo.
La Turris Vis Nova Giussano (che ha poi rinunciato) e la Novese sono state successivamente riammesse alla Serie B 1986-1987 a completamento organico.

## Girone B

### Squadre partecipanti
| Club                          | Città             | Stagione 1985         |
| ----------------------------- | ----------------- | --------------------- |
| A.S. Attilia Nuoro            | Nuoro             | 6º posto in Serie B/B |
| A.C.F. Brina Foggia           | Foggia            | 12º posto in Serie A  |
| A.C.F. Capit Termoli          | Termoli           | in Serie C            |
| A.C.F. Cosmos Gioiosa Jonica  | Gioiosa Ionica    | in Serie C            |
| C.U.S. Napoli                 | Napoli            | 3º posto in Serie B/C |
| C.F. Fiamma Juve Siderno      | Siderno           | 2º posto in Serie B/C |
| A.C.F. Granarolo Poggiardo 84 | Poggiardo         | in Serie C            |
| A.C.F. Milan 82               | Bresso            | 2º posto in Serie B/A |
| S.S.C.F. Monteforte Irpino    | Monteforte Irpino | 8º posto in Serie B/C |
| A.C.F. Salernitana            | Salerno           | 5º posto in Serie B/C |
| A.C.F. Spinaceto VIII Graf 3  | Roma              | in Serie C            |
| A.C.F. Tarquinia              | Tarquinia         | 5º posto in Serie B/C |

### Classifica finale
|  | Pos. | Squadra                    | Pt | G  | V  | N | P  | GF | GS | DR  |
|  | ---- | -------------------------- | -- | -- | -- | - | -- | -- | -- | --- |
|  | 1.   | Fiamma Juve Siderno        | 37 | 22 | 16 | 5 | 1  | 69 | 9  | +60 |
|  | 2.   | Milan 82                   | 36 | 22 | 16 | 4 | 2  | 64 | 19 | +45 |
|  | 3.   | Granarolo Poggiardo 84     | 34 | 22 | 13 | 8 | 1  | 57 | 21 | +36 |
|  | 4.   | Tarquinia                  | 29 | 22 | 12 | 5 | 5  | 36 | 15 | +21 |
|  | 5.   | C.U.S. Napoli              | 27 | 22 | 11 | 5 | 6  | 33 | 29 | +4  |
|  | 6.   | Brina Foggia               | 26 | 22 | 10 | 6 | 6  | 30 | 24 | +6  |
|  | 7.   | Spinaceto VIII Graf 3      | 17 | 22 | 5  | 7 | 10 | 25 | 36 | -11 |
|  | 8.   | Salernitana (-1)           | 15 | 22 | 6  | 4 | 12 | 29 | 56 | -27 |
|  | 9.   | Monteforte Irpino          | 14 | 22 | 4  | 6 | 12 | 22 | 50 | -28 |
|  | 10.  | Attilia Nuoro              | 11 | 22 | 2  | 7 | 13 | 24 | 45 | -21 |
|  | 11.  | Capit Termoli (-1)         | 9  | 22 | 3  | 4 | 15 | 13 | 38 | -25 |
|  | 12.  | Cosmos Gioiosa Jonica (-2) | 5  | 22 | 2  | 3 | 17 | 16 | 76 | -60 |

Legenda:
      Promossa in Serie A
      Retrocessa in Serie C
Note:
Due punti a vittoria, uno a pareggio, zero a sconfitta.
Il Cosmos Gioiosa Jonica ha scontato 2 punti di penalizzazione per due rinunce.
La Salernitana e il Capit Termoli hanno scontato 1 punto di penalizzazione per una rinuncia.
La Salernitana ha successivamente rinunciato alla Serie B per iscriversi in Serie C.
Il Granarolo Poggiardo 84 e l'Attilia Nuoro ha successivamente rinunciato a continuare l'attività sportiva rimanendo inattiva.

## Verdetti finali
- Reggiana, Maroso Torino, Fiamma Juve Siderno e Milan 82 promosse in Serie A.
- Turris Vis Nova Giussano, Novese, Capit Termoli e Cosmos Gioiosa Jonica retrocesse nei rispettivi campionati regionali di Serie C.